# ポール・フリーマン (指揮者)
ポール・ダグラス・フリーマン（英: Paul Douglas Freeman, 1936年1月2日 - 2015年7月22日）は、アメリカ合衆国出身の指揮者。

## 経歴
1936年バージニア州リッチモンド生まれ。幼少時よりチェロとクラリネットを買い与えられ、5歳より音楽を習い始める。
1952年にイーストマン音楽学校に進学してチェロとクラリネットを学び、1956年に卒業。卒業時にフルブライト奨学金を得てベルリン高等音楽院に留学し、エヴァルト・リンデマンに指揮法を学ぶ一方でヘルベルト・フォン・カラヤンのセミナーに参加して研鑽を積んだ。1961年に帰国して1966年までロチェスター歌劇場の音楽監督を務める一方で、ピエール・モントゥーやリヒャルト・ラートらの下で指揮法を研究し、1963年にはイーストマン音楽学校で博士号を取得した。
1966年から1968年までサンフランシスコ音楽院のオーケストラの指揮を任され、1967年のミトロプーロス国際指揮者コンクールで優勝している。1968年からダラス交響楽団の副指揮者となり、1970にはデトロイト交響楽団の正指揮者に転任して1977年まで務めた、その間1974年から1977年までヘルシンキ・フィルハーモニー管弦楽団の首席客演指揮者を務めている。1979年から1989年までカナダのヴィクトリア交響楽団の首席指揮者を務め、同じ時期に1988年までサギノー交響楽団の音楽監督も兼任していた。1987年にはシカゴ・シンフォニエッタを創設して首席指揮者となった。1996年から2007年までチェコ・ナショナル交響楽団の首席指揮者を兼任。2011年にシカゴ・シンフォニエッタの職を辞任して指揮活動を引退するまでに、アメリカを代表する指揮者としての地位を築き上げ、フィルハーモニア管弦楽団、ロンドン交響楽団、ロンドン・フィル、イギリス室内管弦楽団、ロイアル・フィル（ロンドン）、ベルリン交響楽団、シュタットガルト室内管弦楽団、シカゴ交響楽団、デトロイト交響楽団、ナショナル交響楽団（アメリカ）、ニューヨーク・フィル、クリーブランド管弦楽団、モスクワ・フィル、サンクトペテルブルク・フィル、ワルシャワ・フィル、イスラエル・フィルをはじめとする３０国以上で１００を超えるオーケストラを指揮しており、録音したアルバムは２００以上にも及ぶ。

## 註
1. ↑  blackpast.org
2. ↑  newmusicbuff.wordpress.com
3. ↑  suntimes.com
4. ↑  “ポール・フリーマン | Raven Classical レーベン・クラシカル・レコーディングス”. Raven Classical レーベン. 2020年5月29日閲覧。